# Marcel Schatz
Marcel René Schatz (Paris, 30 de maio de 1922 – Vincennes, 5 de novembro de 1987) foi um físico e alpinista francês. Foi o companheiro de cordada habitual de Jean Couzy desde que se encontraram em  1946.
Em 1950 é um dos participantes da expedição francesa ao Annapurna, expedição chefiada por Maurice Herzog e com Louis Lachenal como segundo. Como os outros participantes da expedição, Marcel Schatz recebeu o prêmio Guy Wildenstein.
Um ano depois desta expedição, abandona o alpinismo e consagra-se inteiramente à física, participando mesmo à preparação da primeira bomba atómica francesa.